# Charitopes spilurus
Charitopes spilurus är en stekelart som beskrevs av Henry Keith Townes, Jr. 1983. Charitopes spilurus ingår i släktet Charitopes och familjen brokparasitsteklar. Inga underarter finns listade i Catalogue of Life.